# Comuna Svitanok, Rohatîn
Svitanok (în ucraineană Світанок) este o comună în raionul Rohatîn, regiunea Ivano-Frankivsk, Ucraina, formată din satele Boikî și Svitanok (reședința).

## Demografie
Componența lingvistică a comunei Svitanok
     Ucraineană (100%)
Conform recensământului din 2001, toată populația comunei Svitanok era vorbitoare de ucraineană (100%).